# Mati Karmin
Mati Karmin, né le 26 févier 1959 à Tartu (Estonie), est un sculpteur estonien.

## Biographie
Après ses études secondaires au lycée Hugo-Treffner de Tartu, Mati Karmin s'est formé de 1981 à 1986 à l'Académie estonienne des arts (EKA), à Tallinn. Il y a ensuite enseigné de 1986 à 1995.
De 1992 à 1995, il a été président de l'Union des artistes estoniens.
Depuis 2001, il est professeur à l'École supérieure d'art de Tartu et il a été pendant un temps directeur du département de sculpture.

## Œuvres
Mati Karmin est l'auteur de nombreuses sculptures monumentales, exposées dans l'espace public en Estonie. Il a remporté une douzaine de concours ouverts pour la réalisation de ces œuvres. Les matériaux sont le plus souvent le bronze et la pierre, mais il travaille aussi le fer, le plâtre et le bois.
- Monument à Charles Leroux (en)[2] (1989) en bord de mer à Pirita, Tallinn.
- Monuments commémoratifs de la catastrophe (1994) du ferry Estonia au village de Tahkuna (1995), sur l'île d'Hiiumaa, et à Pärnu (1997) en Estonie.
- Monument à Alfred Neuland (1995), Valga (Estonie).
- Monument à Hugo Treffner (1996) à Tartu, parc Ülejõe.
- Deux étudiants s'embrassant (1998), Tartu, place de l'hôtel de ville.
- Monument de la guerre d'indépendance (1998), Tartu, cimetière Ropka.
- Monument à Michael Park (2006), à côté du monument à Charles Leroux, Pirita, Tallinn.
- Cochon de bronze (2007), Tartu.
- Monument à Juri Lotman (2007), Tartu.
- Statue de J.V. Jannsen (2007), Pärnu.
- Monument à Marie Under (2010), Tallinn.

Un aspect particulièrement original de son œuvre est le travail accompli avec des mines sous-marines corrodées, en forme de sphères, hémisphères ou cylindres souvent hérissées de pointes et de chaînes, qu'il trouve en abondance sur les côtes et les îles du nord de l'Estonie. Il réalise avec ce matériau, associé à d'autres matériaux métalliques ou non, des meubles et des objets utilitaires ou décoratifs.

## Hommages
Mati Karmin est titulaire depuis 2012 de l'Ordre de l'Étoile blanche d'Estonie (quatrième classe).
Il a remporté le prix Kristjan Raud (en) en 1993.
Il a été nommé citoyen d'honneur de la ville de Tartu en 2024.